# QV2
QV 2 est un des tombeaux situé dans la vallée des Reines, dans la nécropole thébaine, sur la rive ouest du Nil face à Louxor en Égypte.

## Description
QV 2 est une tombe anonyme datant de la XVIIIe dynastie. C'est une fosse peu profonde aujourd'hui remplie de débris.

## Histoire
Elle a été déblayée en 1987 par une équipe franco-égyptienne, mais elle se remplit par la suite à nouveau de débris à cause d'inondations et de l'érosion de la roche friable qui entoure l'entrée du puit.